# Grumman F-11 Tiger
Pour les articles homonymes, voir F-11 et Tiger.
Le Grumman F-11 Tiger est un avion de chasse monoplace, embarqué à bord des porte-avions de la marine américaine à la fin des années 1950. Ce fut le premier avion supersonique à entrer en service au sein de l'US Navy, où sa carrière opérationnelle réelle a été très courte (4 ans seulement). Il a en fait été surtout utilisé pour l'entraînement, ainsi que par la patrouille acrobatique des Blue Angels.

## Conception

### Le F-11 Tiger

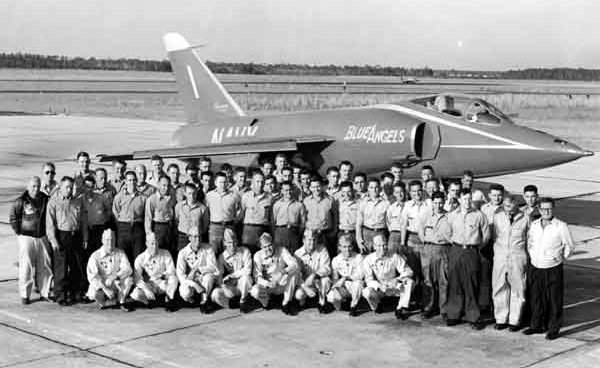
L'équipe des Blue Angels F11F-1 c. 1958

Le Grumman F-11 Tiger est issu d'un projet lancé sur fonds propres par la société Grumman en 1952. L'idée initiale était de modifier le F9F-6/7 Cougar pour lui permettre de dépasser Mach 1, mais les études aboutirent vite à un avion complètement différent. En 1953, le projet fut présenté à l'US Navy qui passa commande de 2 prototypes, désignés XF9F-9 comme s'il s'agissait d'une version du Cougar.
Le premier prototype décolla le 30 juillet 1954 et, bien qu'il ne soit alors équipé que d'un réacteur sans post-combustion, il atteignit pratiquement le mur du son. Il fallut attendre quelques mois pour disposer du réacteur définitif et pour que le second prototype puisse voler à une vitesse supersonique en palier.
En 1955, l'US Navy redésigna l'avion F11F-1 Tiger. Les essais depuis un porte-avions commencèrent l'année suivante et entraînèrent un complément de modifications sur la cellule : allongement du nez, augmentation de la capacité des réservoirs, etc. Les premiers avions de série furent néanmoins livrés sans ces modifications, à partir de 1957. Plus de 450 exemplaires avaient été initialement commandés.
Malheureusement pour Grumman, le F-8 Crusader entrait en service au même moment. Moins rapide en altitude que ce dernier d'environ 500 km/h, et avec une vitesse ascensionnelle et un rayon d'action inférieurs (sans parler de son réacteur moins fiable), le Tiger ne supportait pas la comparaison. Le projet fut donc arrêté en 1959 avec seulement 199 appareils livrés, et retirés du service opérationnel en 1961. Le Tiger fut néanmoins utilisé comme avion d'entrainement jusqu'en 1967 et, surtout, par la patrouille acrobatique des Blue Angels pendant 12 ans (1957-1969).

### Le F11F-1F Super Tiger

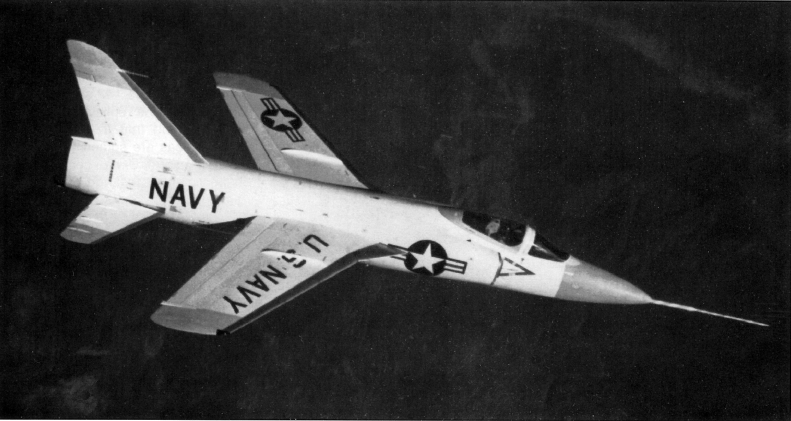
Un prototype F11F-1F Super Tiger, avec le moteur General Electric J79-GE-3A, 1956.

En 1955, Grumman proposa une version F11F-2, bientôt rebaptisée F11F-1F Super Tiger, équipée d'un réacteur General Electric J79 nettement plus puissant entraînant des modifications aérodynamiques. Un premier prototype fit son vol inaugural le 26 mai 1956 puis, un an plus tard après d'autres modifications, dépassa Mach 2 et atteignit une altitude de 25 000 mètres. L'avion fut néanmoins jugé trop lourd pour ses porte-avions par l'US Navy. Grumman proposa alors le Super Tiger à l'export, sous la désignation d'usine G-98-J-11, avec un réacteur General Electric J-79-GE-7 encore plus puissant (7 060 kgp). Il ne décrocha cependant aucun marché car le F-104 Starfighter lui fut à chaque fois préféré.

### Désignation
En septembre 1962, conformément au nouveau système Tri-Service de nomenclature des aéronefs militaires américains, le F11F-1 fut redésigné F-11A. À ce moment-là, les seuls Tigers encore mis en œuvre étaient ceux des unités d'entraînement et ceux des Blue Angels, la patrouille acrobatique de la Navy.

De la même façon, la désignation F-11B fut réservée en vue du développement et de l'adoption du F11F-1F. Cette éventualité ne s'est finalement pas concrétisée.

## Histoire opérationnelle

Un F11F-1 du VF-21 se pose sur l'USS Ranger, 1957.

Sept escadrons de l'U.S. Navy volèrent sur le F11F-1 : VF-21 et VF-33 dans la flotte Atlantique, VA-156 (redésigné VF-111 en janvier 1959), VF-24 (redésigné VF-211 en mars 1959), VF-51, VF-121 et VF-191 dans la flotte Pacifique.
Le Tiger a été en service sur les porte-avions Intrepid, Hancock, Bon Homme Richard, Forrestal, et Saratoga.
La carrière du F11F fut courte, quatre ans, car ses performances étaient inférieures au Vought F-8 Crusader et son moteur J65 était peu fiable.
Ainsi, la Marine a annulé toutes les commandes de la version de reconnaissance F11F-1P et seulement 199 chasseurs F11F-1 (F-11A) ont été construits. L'avion a été retiré du service embarqué en 1961.
Il a toutefois continué son service, dans la formation au Texas du Sud, Beeville et Kingsville, jusqu'à la fin des années 1960. Les élèves effectuaient leur formation avancée sur jet avec le F-9 Cougar, et sur la fin du programme, ils avaient un avant-goût du vol supersonique avant de passer aux chasseurs de la flotte.
Si la carrière de chasseur F-11 a été de courte durée, les Blue Angels ont volé dans ces avions de 1957 jusqu'en 1969, quand le Tiger a été remplacé par le McDonnell Douglas F-4 Phantom II.

### Fait marquant,[1].
Le F-11 Tiger est le premier chasseur à s'être abattu lui-même lors d'un tir au canon : le 21 septembre 1956, pendant un test à tir réel, le pilote Tom Attridge tira une rafale de 20 mm en léger piqué. Comme la vitesse des obus diminuait naturellement, et que l’avion continua son piqué en accélérant, l’appareil croisa la trajectoire des obus précédemment tirés, qui endommagèrent le réacteur et obligèrent le pilote à effectuer un atterrissage d’urgence, auquel il survécut

### Culture populaire
Le F-11 Tiger apparaît largement dans les diptyques des Aventures de Buck Danny, Operation Mercury (n°29 - 1964) et Les Voleurs de Satellite (n°30 - 1964), ainsi que dans Les Anges Bleus (n°36 - 1970) et Le Pilote au Masque de Cuir (n°37 - 1971). Dans ce dernier épisode est représentée la version biplace du F-11 (un F11F-1T) qui, dans la réalité, n'a jamais été produite.

### Développement lié
- Grumman F-9 Cougar
- Grumman F11F-1F Super Tiger
- Grumman G-118 (en)

### Aéronefs comparables
- Douglas F5D Skylancer
- Supermarine Scimitar
- Vought F-8 Crusader